# Fleischskandal
Fleischskandal steht für die Skandalisierung von widerrechtlich in Umlauf gebrachtem, für den menschlichen Verzehr ungeeignetem Fleisch. In Bezug auf Deutschland wird dieses umgangssprachlich als Gammelfleisch oder Ekelfleisch bezeichnet.

## Widerrechtlich verwendete Produkte
Das in Fleischskandalen widerrechtlich in Umlauf gebrachte Fleisch war:
- Fleisch zum menschlichen Verzehr, das das Verbrauchsdatum oder das Mindesthaltbarkeitsdatum überschritten hatte, neu verpackt und umdatiert wurde.[1]
- Fleisch, das nicht zum menschlichen Gebrauch bestimmt war, aber dafür verwendet wurde. Es handelt sich dabei gemäß der EU-Verordnung Nr. 1069/2009,[2] gültig seit dem 4. März 2011, 1774/2002 mit Gültigkeit vom 1. Mai 2003 um die Kategorien K1 und K3 der Tierkörperverwertung.
- falsch etikettiertes Fleisch (Etikettenschwindel).

### Beispiele für Fleischskandale
- Durch Zufall wurde im Juni 1919 in Hamburg bekannt, dass der Industrielle Jacob Heil aus verdorbenen Fleischabfällen Sülze hergestellt und diese an die hungernde Bevölkerung verkauft hatte. Dies löste die sogenannten Sülzeunruhen aus; sie wurden durch die von Gustav Noske angeforderte Reichswehr und durch Freikorps blutig niedergeschlagen; 80 Menschen starben. Jacob Heil wurde vom Gericht für schuldig befunden und am 25. Oktober 1919 zu drei Monaten Gefängnis und einer Geldstrafe von 1000 Reichsmark verurteilt.[3]
- Durch die Verfütterung von Tiermehl wurde in den 1980er und 1990er Jahren die Tierseuche BSE („Rinderwahnsinn“) ausgelöst.
- Bei dem Gammelfleischskandal im November 2005 um einen Fleisch-Großhändler aus Gelsenkirchen wurden 131 Tonnen Rind- und Putenfleisch in NRW, Niedersachsen und Hamburg sichergestellt.[4][5][6] Der Fleischhändler wurde wegen gewerbsmäßigen Betrugs und Verstoßes gegen das Lebensmittelrecht aufgrund nachgewiesenen Inverkehrbringens von rund 400 Tonnen Gammelfleisch zu dreieinhalb Jahren Haft verurteilt.[7]
- Im Herbst 2005 wurden weitere Fleischskandale bekannt.[8] Insgesamt wurden tausende Tonnen verdorbenen, abgelaufenen oder umetikettierten Fleischs beschlagnahmt.
- Im September 2006 wurden in München etwa 100 Tonnen einer ursprünglich wesentlich größeren Menge an verdorbenem Fleisch – darunter Döner- und Entenfleisch – sichergestellt. Das sichergestellte Fleisch war bis zu vier Jahre alt. Eine weitaus größere Menge war bereits an 26 Betriebe in München geliefert worden und in den Verzehr gelangt.[9] Bundesweit wurden weitere Fälle in diesem Zusammenhang bekannt.[10]
- Im August 2007 wurde im bayerischen Wertingen ein Skandal von etwa 200 Tonnen sogenanntem K3-Fleisch öffentlich, das nicht für den menschlichen Verzehr geeignet war. Die Ware sei beim Großhändler als K3-Material angekommen und dort umetikettiert worden. Verwendet wurde das Fleisch offenbar von Juni 2006 bis August 2007 vorwiegend zur Herstellung von Dönerkebab in Berlin, aber auch im sonstigen Deutschland.[11][12][13][14] Der Verkäufer aus Bayern wurde zu zwei Jahren Gefängnis ohne Bewährung verurteilt.[15]
- Im September 2009 flog im polnischen Sosnowiec ein Lager voller bis zu 26 Jahre alten Fleischkonserven auf. Sie stammten aus Beständen der schwedischen Armee und wurden über mehrere Zwischenhändler nach Polen gebracht. Mehrere Betriebe der örtlichen Lebensmittelbranche kauften das Material und benutzten es für Produkte wie Frikadellen und Piroggen, die an Kantinen, Mensen und Kindergärten gingen.[16]
- Im Rahmen der Operação Carne Fraca der Polícia Federal sind im März 2017 mehr als 20 Verdächtige verhaftet worden, die in einen Fleischskandal in Brasilien verwickelt waren. Betroffen waren auch der größte Fleischexporteur JBS S. A. und das Unternehmen BRF; Inhaber von Marken wie Friboi, Sadia und Perdigao.[17] Zudem erfolgte die Entlassung von 33 Lebensmittelkontrolleuren, die Schließung von drei Produktionsstätten sowie die Unterstellung von 21 Betrieben unter Sonderbeobachtung.[18][19] Am 25. März 2017 ordnete die Europäische Union einen Importstopp für Fleisch von 21 brasilianischen Unternehmen an.[20]
- 2019 musste Wilke Waldecker Fleisch- und Wurstwaren nach drei Todesfällen durch Listerien die vorläufige Insolvenz anmelden.[21] Auch IKEA Deutschland war von der weltweiten Rückrufaktion betroffen.[22]

Die Bundesvereinigung der deutschen Ernährungswirtschaft äußerte im September 2006 den Verdacht, dass eine weit größere Menge von 15.000 Tonnen an bisher nicht entdecktem Gammelfleisch im Verkehr sei.

## Pferdefleischskandal in Europa 2013

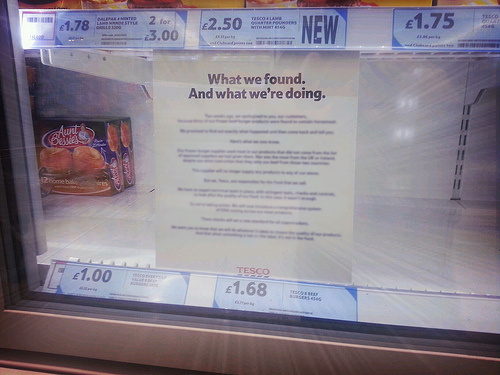
Aushang an einer Tesco-Theke nach Bekanntwerden des Skandals

Im Februar 2013 wurde nachgewiesen, dass es in mehreren Ländern Europas zur Verwendung von Pferdefleisch statt Rindfleisch bei der Herstellung von Lebensmitteln (z. B. Tiefkühllasagne, Burgern) kam. Bei manchen der anschließenden Lebensmitteluntersuchungen wurde festgestellt, dass auch Fleisch zum Einsatz kam, das wegen einer Belastung mit dem Medikament Phenylbutazon ungeeignet für den menschlichen Verzehr ist.

## Schlachtung kranker Tiere in Polen 2019
Ende Januar 2019 wurde in der polnischen Woiwodschaft Masowien durch investigativen Journalismus des Senders TVN24 ein Fall von Korruption bekannt, bei dem heimlich kranke Kühe geschlachtet und als gesund deklariert wurden. Das Fleisch der erkrankten Tiere befand sich anschließend, nach bisherigem Stand, in Deutschland, Frankreich, Spanien, Estland, Finnland, Ungarn, Lettland, Litauen, Rumänien, Slowakei, Schweden und in Portugal. Am 1. Februar 2019 wurde bekannt, dass die EU-Kommission Ermittlungen eingeleitet hat und der betroffene Schlachthof geschlossen wurde. Das Fleisch soll zurückverfolgt und vom Markt genommen werden. Ob sich das Rindfleisch bereits im Handel befand, wurde nicht bekannt.

## Verbraucherschutz

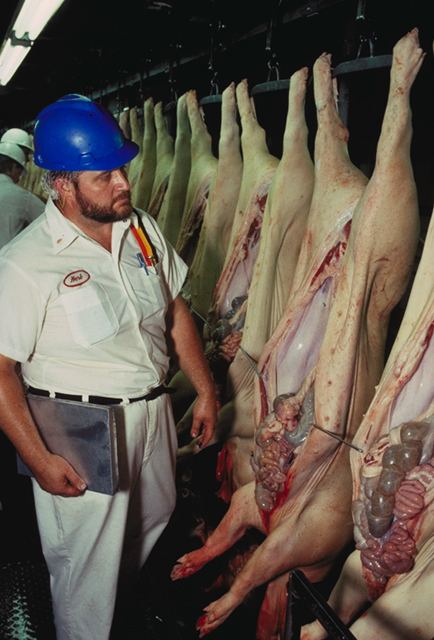
Fleischbeschau durch Amtstierarzt in den USA

Am 1. Juli 2008 traten neue Bestimmungen der EU-Kommission in Kraft, die eine verbesserte Rückverfolgung, Bewertung und Identifikation tierischer Nebenprodukte zulassen. Material der Kategorie 1 und 2 soll im innereuropäischen Handel mit Glycerintriheptanoat gekennzeichnet werden. Auf nationaler Ebene ist das Einfärben von Produkten der Kategorie 3 zugelassen.